# 格洛利亚·蒙奇梅尔
瑪麗亞·葛洛莉亞·蒙奇梅爾·芭芭拉（西班牙語：María Gloria Münchmeyer Barber，1938年9月2日—），電影、電視和劇場女演員。她以一些像《继母》的肥皂劇而知名。她嫁給了喜劇演員喬許·蓋拉。1990年，她以《镜中的月亮》獲得威尼斯影展最佳女演員獎。

## 外部鏈接
- Gloria Münchmeyer在互联网电影资料库（IMDb）上的資料（英文）